# Mildenitz
Mildenitz is een voormalige gemeente in de Duitse deelstaat Mecklenburg-Voor-Pommeren, en maakte deel uit van het Landkreis Mecklenburgische Seenplatte. Op 1 januari 2015 is de gemeente samengevoegd met Woldegk tot de nieuwe gemeente Woldegk.

## Geografie

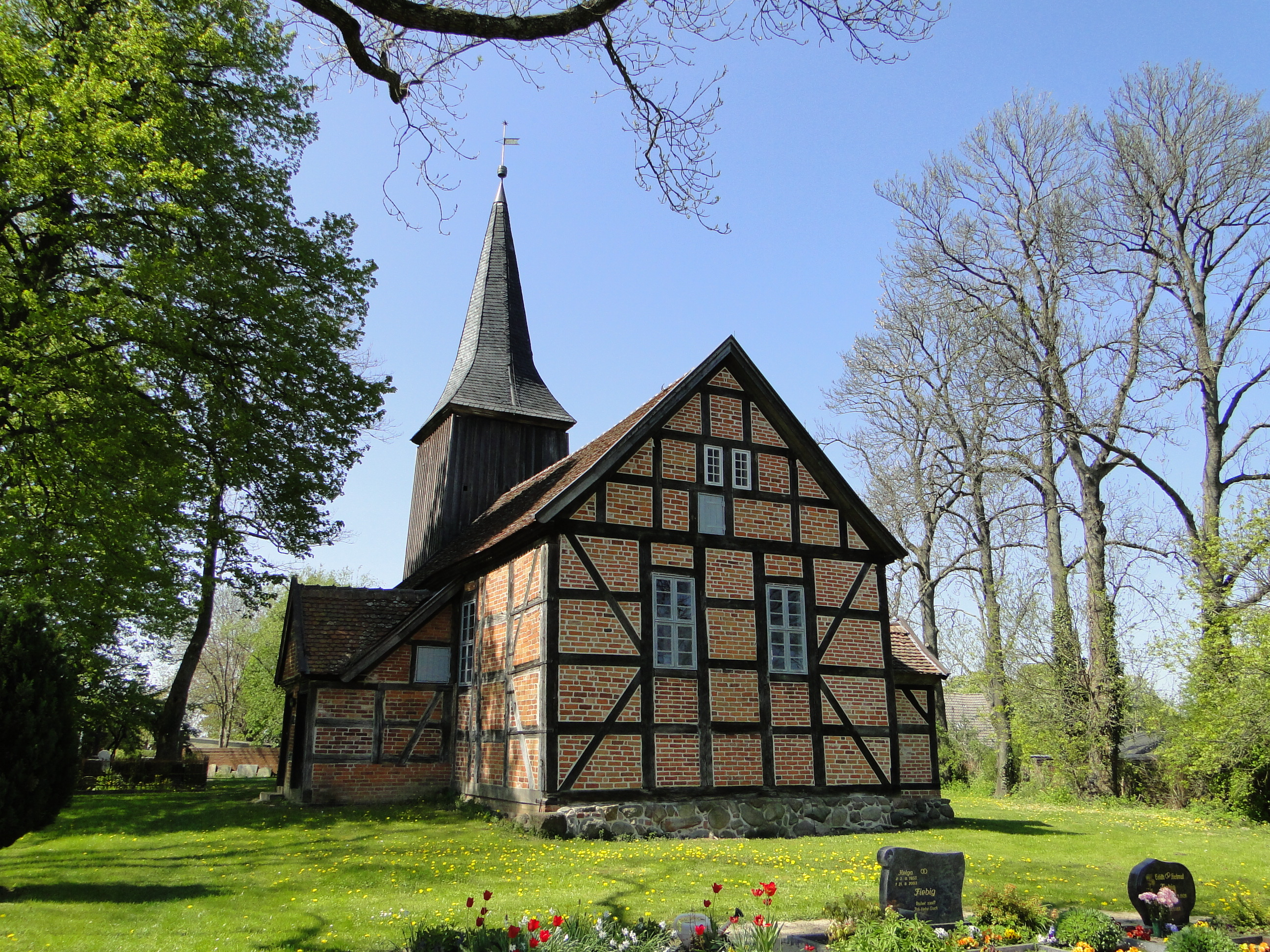
Vakwerkkerk in Mildenitz

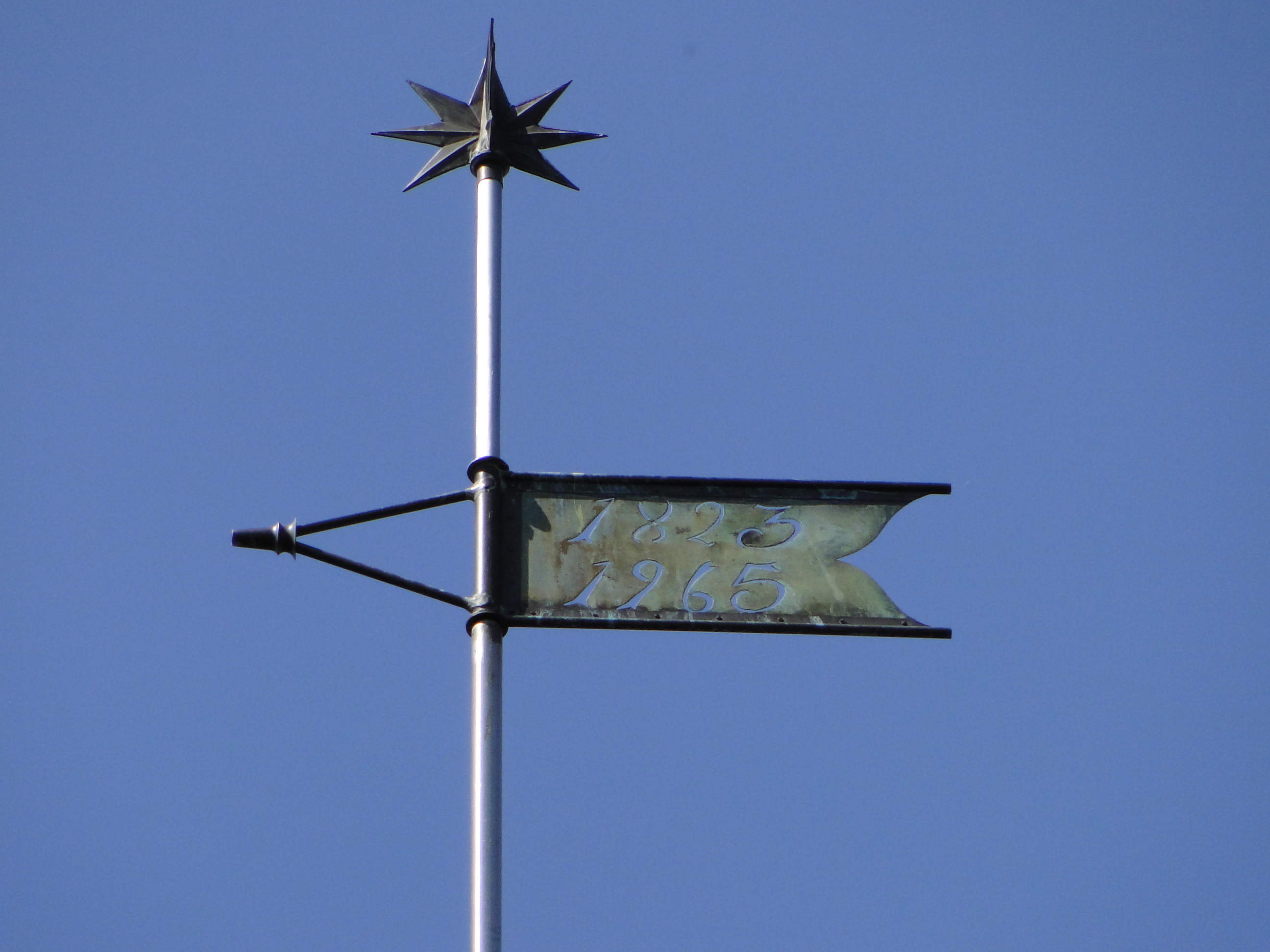
Windvaan op de torenspits

De plaats ligt ongeveer 6 kilometer noordoostelijk van Woldegk en 7 kilometer ten zuidwesten van Strasburg (Uckermark). Ten noorden van de plaat liggen de Helpter Bergen de hoogste verheffingen in Mecklenburg-Voor-Pommeren, die een hoogte van 179 meter bereiken. In het oosten grenst Mildenitz aan de Duitse deelstaat Brandenburg.
Tot het grondgebied van Mildenitz horen, naast Mildenitz zelf, de kernen Carlslust, Groß Daberkow en Hornshagen.

## Geschiedenis
Op 1 juli 2006 werd de gemeente Groß Daberkow samengevoegd met Mildenitz tot de nieuwe gemeente Mildenitz, Per 1 januari 2015 is de gemeente voor de tweede maal heringedeeld, nu werd Mildenitz samengevoegd met Woldegk tot de nieuwe gemeente Woldegk. De laatste burgemeester van de gemeente was Sabine Runge.

## Verkeer en vervoer
De Bundesstraße 104 loopt door Mildenitz. De dichtstbijzijnde op- en afrit van de snelweg is de op ongeveer 18 kilometer verderop gelegen aansluiting Strasburg (Uckermark) van de Bundesautobahn 20. Tot 1945 was de plaats ook per spoor te bereiken, herstelbetalingen aan de Sovjet-Unie zorgden er echter voor dat de spoorverbinding tussen Wittenberge en Strasburg tussen Thurow en Strasburg werd de lijn opgebroken waarmee de halte Mildenitz en het station Groß Daberkow werkeloos werden.

## Bezienswaardigheden
De voormalige gemeente kent twee bezienswaardigheden
- Vakwerkerk Mildenitz uit de 18e eeuw
- Herenhuis Mildenitz (in laat-classicistische stijl), voormalig bezit van de familie von Schwerin,[3] en is nu in gebruik als een verpleeghuis.